# Monika Aidelsburger

Monika Aidelsburger (2016)

Monika Aidelsburger (* 1987 in Aichach) ist eine deutsche Physikerin und Hochschullehrerin. Sie arbeitet in der experimentellen Quantenphysik, insbesondere im Bereich Quantensimulationen und ultrakalte Quantengase, die in optischen Gittern gefangen sind. Sie ist Professorin an der Ludwig-Maximilians-Universität in München und Mitarbeiterin des Max-Planck-Instituts für Quantenoptik in Garching.

## Ausbildung
Aidelsburger studierte an der Ludwig-Maximilians-Universität in München Physik und promovierte 2015 „summa cum laude“. In einer zweijährigen Tätigkeit als Postdoktorandin war sie in München und in Paris am Collège de France tätig, wo sie zusammen mit Professor Jean Dalibard an idealen homogenen Bosegasen arbeitete. Ihre Doktorarbeit wurde später von Springer Nature in der Reihe Springer Theses veröffentlicht und war 2016 auf der Shortlist für den SAMOP Dissertation Prize der Deutschen Physikalischen Gesellschaft und für den DAMOP Thesis Prize of the American Physical Society.

## Karriere
In München übernahm Aidelsburger 2017 die Leitung einiger Forschungsgruppen am Lehrstuhl für Quantenoptik von Immanuel Bloch an der LMU. 2019 bewarb sie sich erfolgreich um einen Starting Grant des Europäischen Forschungsrats zum Thema synthetische Quantenmaterie. und wurde daraufhin im Alter von 32 Jahren als Professorin auf den Lehrstuhl für Synthetische Quantenmaterie berufen. Seit Juni 2023 ist sie auch Leiterin einer W2-Forschungsgruppe „Kontrollierte Quantensysteme“ am Max-Planck-Institut für Quantenoptik in Garching.
Ihre Forschung befasst sich mit Gittereichtheorien und deren Kopplung an fermonische Materie. Sie führt Quantensimulationen der Vielkörperphysik durch. Diese Simulationen können ein hohes Maß an Kontrolle und ein komplexes physikalisches Verhalten erreichen, einschließlich der Vielteilchenlokalisierung und der Fragmentierung des Hilbertraums. Sie können so gestaltet werden, dass sie Phasen außerhalb des Gleichgewichts und topologische Gittermodelle untersuchen, einschließlich des Haldane-Modells und des Hofstadterschen Schmetterlings. Ihre Experimente beinhalten typischerweise eine Laserkühlstufe, in der Atome auf sehr niedrige Temperaturen abgekühlt werden (wobei entweder Bose-Einstein-Kondensate oder entartete Fermi-Gase entstehen), die sie in optische Potentiale einfängt, die durch interferierende Laserstrahlen erzeugt werden.

## Auszeichnungen
Aidelsburger erhielt 2021 den Alfried-Krupp-Förderpreis für junge Hochschullehrer und den Klung-Wilhelmy-Wissenschafts-Preis. Der Schweizerische Nationalfonds nominierte Aidelsburger im gleichen Jahr für AcademiaNet. 2022 wurde Aidelsburger in die Deutsche Akademie der Technikwissenschaften (acatech) gewählt.